# Бугайово
Бугайо́во (рос. Бугаёво) — присілок у складі Катайського району Курганської області, Росія. Входить до складу Шутіхінської сільської ради.
Населення — 122 особи (2010, 228 у 2002).
Національний склад станом на 2002 рік: росіяни — 87 %.